# 365Chess.com
365Chess.com è un sito internet di scacchi fondato nel 2007 da Jorge Martínez, tuttora suo proprietario e gestore. 
È edito in inglese e ha sede a Montevideo, in Uruguay.
Si definisce "il più vasto database di scacchi online", contenendo circa 4 milioni di partite di oltre 220 000 giocatori in oltre 43 000 tornei. Ogni partita è riportata in una pagina con un proprio indirizzo di Rete, rendendo possibile il collegamento a una singola partita. Non è un sito in cui si può giocare a scacchi online.

## Descrizione
Ad aprile 2019 il sito conta circa 240 000 iscritti. La registrazione è gratuita e con essa si può accedere alla maggior parte delle funzioni. Si può diventare "Supporter" donando una somma da 15 a 50 euro, con la quale si usufruisce per un anno di alcuni vantaggi, tra cui il download delle partite in formato PGN e le funzioni "Search Games" e "Opening Explorer" con ricerca illimitata .
Oltre alla ricerca di partite ("Search Games") vi sono le funzioni "Analysis Board" (analisi di una posizione tramite un motore scacchistico, "Chess Puzzles" (posizioni da risolvere), "Opening Trainer" (allenamento in apertura)      , "Opening Explorer" (ricerca per apertura), "Search Endgames" (ricerca di finali di partita), "Endgame Training" (allenamento nei finali), "Search Position" (ricerca di partite con una posizione impostata dall'utente), "News" (notizie varie e tornei in corso).
Per i tornei internazionali è possibile fare una ricerca per torneo, indicando il nome e l'anno in cui si è svolto. Per i tornei o incontri più importanti sono presenti tutte le partite.
Il sito comprende diverse liste, tra cui:
- Primi 200 giocatori nell'ultima lista FIDE (Top Chess Players)
- Lista alfabetica dei giocatori con Elo aggiornato all'ultima lista FIDE e numero di partite nel database (Ranked Players);
- Giocatori con più partite nel database; Viktor Korčnoj ha 4 641 partite, altri 18 giocatori oltre 3 000 partite.